# Wolfgang Senff
Wolfgang Senff (* 18. Mai 1941 in Göttingen) ist ein deutscher Volkswirt, Pädagoge und Politiker (SPD).

## Leben
Nach dem Besuch der Schulen in Minden und Gelsenkirchen, sowie dem Abitur am Gymnasium in Kassel, nahm Senff ein Studium der Volkswirtschaftslehre an der Georg-August-Universität Göttingen auf, das er 1971 mit der Prüfung zum Diplom-Volkswirt beendete. Anschließend trat er als Studienrat in den Schuldienst ein. Seit 1972 arbeitete er als Lehrer an einer Berufsschule in Hann. Münden. Senff ist seit 1971 Mitglied der SPD. Er war Wirtschaftsexperte der Partei und fungierte später als Landesgeschäftsführer der Sozialdemokraten Niedersachsen. Senff wurde 1973 in den Rat der Stadt Hann. Münden gewählt und war dort Vorsitzender der SPD-Fraktion. Dem Niedersächsischen Landtag gehörte er von 1978 bis 2003 an. 
Senff amtierte vom 15. Dezember 1999 bis zum 4. März 2003 als Minister für Bundes- und Europaangelegenheiten in der von Ministerpräsident Sigmar Gabriel geführten Regierung des Landes Niedersachsen. In dieser Funktion war er bis Juni 2002 Vorsitzender der Europaministerkonferenz der Länder.